# Pelidnota punctata
Pelidnota punctata es un escarabajo del este de Norteamérica que pertenece a la familia Scarabaeidae. Es conocido en inglés por los nombres comunes de grapevine beetle o spotted June beetle, que al español se traducen como escarabajo de la vid y escarabajo manchado de junio respectivamente.

## Descripción
Los adultos de este escarabajo miden aproximadamente 2,5 cm (1 pulgada) de longitud, pero pueden alcanzar 3 cm (1,2 pulgadas) ocasionalmente. Su color es amarillo opaco o rojo-castaño, con tres manchas negras a lo largo de cada costado. Líneas negras y finas dividen los bordes de los élitros.
Existen dos variedades de Pelidnota punctata, entre las cuales la variación del norte tiene las patas mucho más oscuras que la variación del sur.
El color, forma, manchas y comportamiento de esta especie puede llevar a confusión con una mariquita gigante. Si bien ambos son escarabajos, pertenecen a familias distintas.

## Distribución
Pelidnota punctata es común en el norte y centro de Estados Unidos y en el este de Canadá. Se ha reportado su presencia en los estados de Florida, Nebraska, noroeste de Missouri, centro de Indiana, Dakota del Sur, Minnesota, sur de Wisconsin, Míchigan y suroeste de Ontario. Más recientemente se encontró en los estados de Illinois, noroeste de Kentucky, Maryland, New York, suroeste de Connecticut, Pennsylvania y este de Virginia Occidental. Habita, como muchos escarabajos, en bosques y matorrales.

## Historia natural

### Ciclo de vida
Los huevos son puestos en madera en descomposición, tocones de árboles o en el suelo cerca de la planta hospedera, donde eclosionan las larvas. Estas se entierran en el suelo donde se alimentan de madera descompuesta. Las cámaras pupales son construidas bajo tierra superficialmente. Los adultos eclosionan en julio, por lo que comúnmente son vistos en verano.

### Comportamiento
Los adultos consumen las hojas y frutos de las vides, tanto salvajes como cultivadas, aunque no son considerados una plaga considerable en los viñedos.

## Taxonomía
Anteriormente, esta especie se conocía con el nombre de Pelidnota lutea. Philip Harpootlian señaló que el escarabajo de la vid es una especie muy variable, tanto así que T. L. Casey nombró diez especies y subespecies en 1915, nombres que fueron luego fusionados en Pelidnota punctata.